# Chendjer
Chendjer is een koning van de 13e dynastie uit de Egyptische oudheid.

## Biografie
De naam van deze koning is dubieus: van de oorsprong is weinig bekend in het Egyptisch. Khendjer of Chendjer kan worden geïnterpreteerd als een Semitische naam: h(n)zr ofwel "beer, mannelijk varken" volgens een theorie van een Deense egyptoloog Kim Ryholt. Deze geleerde meent dat deze identificatie wordt bevestigd met het feit dat de naam h(n)zr ook wordt geschreven als hzr in een variant. Ryholt meent dat het woord "beer" ook kan worden geschreven als huziru in het Akkadisch, als hinzir in het Arabisch, Hazira in het Aramees, Hazir in het Hebreeuws, hu-zi-ri in de Nuzi-teksten, hnzr in het Ugaritisch en waarschijnlijk hi-zi-ri in het Amoritisch.
De laatste regeringsdatum van Chendjer is de vierde maand van het seizoen Akhet, dag 15 van zijn vijfde regeringsjaar. Maar Chendjer is vanwege zijn piramidecomplex het bekendst; dit is door G. Jequier bij Saqqara ontdekt. Chendjer is ook bekend van verschillende inscripties die zijn naam vermelden als zijn Semitische naam.

### Bewijzen
- Piramidecomplex bij Saqqara
- Kruik bij Saqqara
- Stele uit Abydos bij de tempel
- Stele met de naam van de zoon van Chendjer (Liverpool)
- Drie cilinderzegels uit Athribis
- Een tegel uit el-Lisht
- Scarabeeën
- Een bijl